# Da (arménien)
Cette page contient des caractères spéciaux ou non latins. S’ils s’affichent mal (▯, ?, etc.), consultez la page d’aide Unicode.
Pour les articles homonymes, voir DA.
Da (arménien oriental) ou ta (arménien occidental), դա en arménien, est la 4e lettre de l'alphabet arménien.

## Linguistique
Da est utilisé pour représenter le son de :
- en arménien oriental, une consonne occlusive alvéolaire voisée ([d]) ;
- en arménien occidental, une consonne occlusive alvéolaire sourde aspirée ([tʰ]).

## Autres formes
La capitale de da, traversée par deux lignes horizontales, forme le symbole du dram, la monnaie d'Arménie.

## Représentation informatique
- Unicode[1] :
  - Capitale Դ : U+0534
  - Minuscule դ : U+0564